# 新造形主義
新造形主義（しんぞうけいしゅぎ）とは、ネオプラスティシズム（英: Neoplasticism、蘭: Nieuwe beelding）とも呼ばれ、ピート・モンドリアンが、抽象美術・抽象芸術（非具象美術・非具象芸術・抽象絵画）の理論化のために主張した美術理論。1920年代半ばまでは、デ・ステイルの指導理論でもあった。

## 概要
まとまったかたちとしては、最初は1920年にフランス語で発表されたが、のち、1925年には、バウハウス叢書の1冊として『新造形主義』が刊行されている。
その内容は、従来の具象美術（具象絵画）と対比させて、「新しい造形」（抽象絵画・非具象絵画）の特質を示し（「単純で癖のない形態」「自由なラインと原色」など）、その、具象絵画に対するある種の優位性を示そうとするものである（「古い芸術・古い文化に終わりをもたらす」）。その具体例は、モンドリアンやテオ・ファン・ドースブルフ、バート・ファン・デル・レック（英: Bart van der Leck, 1876年-1958年）の絵画作品（水平線・垂直線・直角・正方形・長方形・三原色・非装飾性・単純性などを特徴とする）に見られ、デ・ステイルにおいて、建築においても実現化された（立方体・非曲面など）。
1920年代半ばに、ドースブルフが、「斜線」を導入して（要素主義）、新造形主義に否定的な態度を示したために、モンドリアンは、デ・ステイルと決別することになる。
なお、新造形主義が水平線・垂直線を重視していたことは間違いないが、要素主義との対比において「斜線」に否定的であると考えられることが多いものの、本来斜線を徹底的に排除していたわけではない。